# Toftøya
Toftøya est une île dans le landskap Sunnhordland du comté de Vestland. Elle appartient administrativement à Kvinnherad.

## Géographie
Rocheuse et couverte d'arbres, elle s'étend sur environ 677 m de longueur pour une largeur approximative de 457 m. Elle compte un bâtiment et un petit quai d'amarrage. 